# 152. østlige længdekreds
Den 152. østlige længdekreds (eller 152 grader østlig længde) er en længdekreds, der ligger 152 grader øst for nulmeridianen. Den løber gennem Ishavet, Asien, Stillehavet, Australasien, det Sydlige Ishav og Antarktis.